# Massimo Ambrosini
Pour les articles homonymes, voir Ambrosini.
Massimo Ambrosini, né le 29 mai 1977 à Pesaro, est un footballeur international italien évoluant au poste de milieu défensif.

## Carrière

### Club
Massimo Ambrosini est au Milan depuis la saison 1995-1996. Toutefois, c'est seulement lors de la saison 2005/2006 qu'il postule en tant que titulaire, mais en vain, longtemps barré par des blessures à répétition et par une forte concurrence. 
Il est le capitaine de l'AC Milan à la suite de la retraite de Paolo Maldini lors de la saison 2008-2009 et devient le plus ancien joueur de l'effectif milanais.
Il devient joueur de la viola le jeudi 4 juillet 2013

### Équipe nationale
Ambrosini compte 35 sélections avec la Squadra Azzurra.
Il est dans le groupe italien qui participe à la finale de la coupe d'Europe en 2000 perdue contre la France (2-1). Il n'est cependant pas sélectionné par Marcello Lippi pour la Coupe du monde 2006 remportée par l'Italie contre la France en finale (1-1, 5-3 tab).
Il est sélectionné par Roberto Donadoni pour la coupe d'Europe 2008 mais l'Italie est éliminée en quarts de finale par l'Espagne aux tirs au but. Avec le retour de Marcello Lippi au poste de sélectionneur de l'équipe d'Italie, Ambrosini est de nouveau exclu de la liste des convoqués pour la Coupe du monde 2010.
Sa dernière sélection remonte à juin 2008.

## Caractéristique technique
Massimo Ambrosini couvre le rôle de mediane. Joueur rugueux, doté d'un physique athlétique, généreux dans l'effort et précieux dans la récupération, il possède une grande flexibilité tactique et une certaine intelligence de jeu
complétées par une habileté élevée dans le jeu aérien caractérisé par une excellente détente et un très bon jeu de tête, lui permettant cette tendance à s'infiltrer dans la zone adverse sur coup de pied arrêté et à exploiter ses capacités face à l'équipe adverse.

## Statistiques
| Saison                | Club                  | Championnat           | Championnat | Championnat | Championnat | Coupe(s) nationale(s) | Coupe(s) nationale(s) | Coupe(s) nationale(s) | Compétition(s) continentale(s) | Compétition(s) continentale(s) | Compétition(s) continentale(s) | Compétition(s) continentale(s) | Total | Total | Total |
| Saison                | Club                  | Division              | M.          | B.          | P.d.        | M.                    | B.                    | P.d.                  | Comp.                          | M.                             | B.                             | P.d.                           | M.    | B.    | P.d.  |
| 1994-1995             | AC Cesena             | Série B               | 25          | 1           | 0           | 2                     | 0                     | 0                     | -                              | -                              | -                              | -                              | 27    | 1     | 0     |
| Sous-total            | Sous-total            | Sous-total            | 25          | 1           | 0           | 2                     | 0                     | 0                     | -                              | -                              | -                              | -                              | 27    | 1     | 0     |
| 1997-1998             | Vicenza Calcio (prêt) | Série A               | 27          | 1           | 0           | 2                     | 0                     | 0                     | C3                             | 7                              | 0                              | 1                              | 36    | 1     | 1     |
| Sous-total            | Sous-total            | Sous-total            | 27          | 1           | 0           | 2                     | 0                     | 0                     | -                              | 7                              | 0                              | 1                              | 36    | 1     | 1     |
| 1995-1996             | AC Milan              | Série A               | 7           | 0           | 0           | 4                     | 0                     | 0                     | C3                             | 3                              | 0                              | 0                              | 14    | 0     | 0     |
| 1996-1997             | AC Milan              | Série A               | 11          | 0           | 0           | 3                     | 0                     | 0                     | C1                             | 5                              | 1                              | 0                              | 19    | 1     | 0     |
| 1998-1999             | AC Milan              | Série A               | 26          | 1           | 0           | 3                     | 0                     | 0                     | -                              | -                              | -                              | -                              | 29    | 1     | 0     |
| 1999-2000             | AC Milan              | Série A               | 29          | 2           | 0           | 5                     | 0                     | 0                     | C1                             | 2                              | 0                              | 0                              | 36    | 2     | 0     |
| 2000-2001             | AC Milan              | Série A               | 16          | 3           | 1           | 3                     | 1                     | 0                     | C1                             | 7                              | 0                              | 0                              | 26    | 4     | 1     |
| 2001-2002             | AC Milan              | Série A               | 9           | 3           | 0           | 1                     | 0                     | 0                     | C3                             | 3                              | 0                              | 0                              | 13    | 3     | 0     |
| 2002-2003             | AC Milan              | Série A               | 21          | 1           | 0           | 3                     | 1                     | 0                     | C1                             | 13                             | 0                              | 0                              | 37    | 2     | 0     |
| 2003-2004             | AC Milan              | Série A               | 20          | 1           | 0           | 4                     | 1                     | 0                     | C1                             | 8                              | 0                              | 0                              | 32    | 2     | 0     |
| 2004-2005             | AC Milan              | Série A               | 22          | 1           | 1           | 5                     | 2                     | 1                     | C1                             | 11                             | 1                              | 0                              | 38    | 4     | 2     |
| 2005-2006             | AC Milan              | Série A               | 13          | 1           | 1           | 1                     | 0                     | 0                     | C1                             | 4                              | 0                              | 0                              | 18    | 1     | 1     |
| 2006-2007             | AC Milan              | Série A               | 19          | 2           | 0           | 3                     | 0                     | 0                     | C1                             | 12                             | 0                              | 1                              | 34    | 2     | 1     |
| 2007-2008             | AC Milan              | Série A               | 33          | 4           | 1           | 0                     | 0                     | 0                     | C1                             | 10                             | 0                              | 0                              | 43    | 4     | 1     |
| 2008-2009             | AC Milan              | Série A               | 28          | 7           | 2           | 0                     | 0                     | 0                     | C3                             | 5                              | 1                              | 0                              | 33    | 8     | 2     |
| 2009-2010             | AC Milan              | Série A               | 30          | 1           | 3           | 1                     | 0                     | 0                     | C1                             | 8                              | 0                              | 1                              | 39    | 1     | 4     |
| 2010-2011             | AC Milan              | Série A               | 18          | 1           | 1           | 1                     | 0                     | 0                     | C1                             | 4                              | 0                              | 0                              | 23    | 1     | 1     |
| 2011-2012             | AC Milan              | Série A               | 22          | 1           | 1           | 3                     | 0                     | 1                     | C1                             | 6                              | 0                              | 0                              | 31    | 1     | 2     |
| 2012-2013             | AC Milan              | Série A               | 20          | 0           | 1           | 1                     | 0                     | 0                     | C1                             | 4                              | 0                              | 0                              | 25    | 0     | 1     |
| Sous-total            | Sous-total            | Sous-total            | 344         | 29          | 13          | 41                    | 5                     | 2                     | -                              | 105                            | 3                              | 3                              | 490   | 37    | 18    |
| 2013-2014             | ACF Fiorentina        | Série A               | 14          | 0           | 1           | 1                     | 0                     | 0                     | C3                             | 6                              | 1                              | 1                              | 21    | 1     | 2     |
| Sous-total            | Sous-total            | Sous-total            | 14          | 0           | 1           | 1                     | 0                     | 0                     | -                              | 6                              | 1                              | 1                              | 21    | 1     | 2     |
| Total sur la carrière | Total sur la carrière | Total sur la carrière | 410         | 31          | 13          | 46                    | 5                     | 2                     | -                              | 118                            | 4                              | 5                              | 574   | 40    | 20    |

## Palmarès

### Associazione Calcio Milan
- Coupe du monde des clubs (1) :
  - Vainqueur : 2007

- Ligue des champions (2) :
  - Vainqueur : 2003 et 2007

- Supercoupe de l'UEFA (2) :
  - Vainqueur : 2003 et 2007

- Championnat d'Italie (4) :
  - Vainqueur : 1996, 1999, 2004 et 2011

- Coupe d'Italie (1) :
  - Vainqueur : 2003

- Supercoupe d'Italie (2) :
  - Vainqueur : 2004 et 2011

### Sélection italienne
- Championnat d'Europe : 
  - Finaliste : 2000